# II. Honoriusz (ellenpápa)
II. Honoriusz (1009 – 1072) a történelem folyamán a 18. ellenpápaként lépett fel. 1061. október 28-án foglalta el helyét II. Sándor pápa ellenében. Megválasztását II. Miklós pápa 1059-es reformjai segítették elő, amelyek a pápaválasztás szabályait változtatták meg. Honoriusz ellenpápasága a reformpárti klerikusok és világi urak, valamint a reformellenes egyháziak ellentétéből született meg.
Eredetileg Cadalus (Cadolus, Cadalus, Kadalus, Cadalous, Cadelohus, Kadulus, Cadolah) néven született Veronában, nemesi családban. 1028-ban klerikusként említik, 1030-ban szubdiakónus, 1034-ben diakónus lett. 1045. május előtt nevezték ki Parma püspökévé, valószínűleg a császári udvar (különösen Ágnes császárné) kegyeltjeként. Több alkalommal is – a páviai (1049), mantovai (1052) és firenzei zsinaton – szimóniával vádolták, de egyszer sem ítélték el.
Amikor 1061-ben meghalt Miklós, az általa alkotott pápaválasztási szabályok törésvonala mentén két ellenséges párt állt szemben egymással. A bíborosok kollégiuma szeptember 30-án a kánoni törvényeknek megfelelően megválasztotta II. Sándort egyházfőnek. Ezt a választást azonban nem akarta elismerni a véleményalkotásból kizárt római nemesség és természetesen a reformokat ellenző egyháziak sem. Hamarosan megtalálták a megfelelő szövetségest, a német-római császári udvarban. Tudniillik Miklós szabályai a császári befolyást minimális elfogadásra csökkentették le, ezért a sértődött udvar, Ágnes császárné vezetésével, áldását adta egy új pápaválasztásra. Október 28-án Bázelben a Sándort ellenző párt Cadalust választotta meg a katolikus egyház vezetőjének, aki felvette a II. Honoriusz uralkodói nevet.
1062 tavaszán Honoriusz tekintélyes méretű sereg élén Rómába tartott. Útján vele tartott Benzo, császári kancellár és Alba püspöke is, hogy a Szent Birodalom érdekeit képviselje. Sándor mindössze a normannokra és a toszkánai herceg segítségére számíthatott. Április 14-én rövid, de véres csatában csaptak össze az ellenfelek. A pápai csapatok alulmaradtak Honoriusz seregével szemben, akinek sikerült elfoglalnia a Szent Péter-bazilika környékét. Májusban azonban Gottfried toszkánai őrgróf hadseregével, és felszólította a két vetélytársat, hogy vonuljanak vissza saját egyházmegyéjükbe és várják meg a császári döntést. Honoriusz tehát Parmába, Sándor pedig Luccába távozott.
Közben a Anno kölni érsek elfoglalta a császári udvart, és átvette Ágnestől a régensi hatalmat. A császárnő a piemonti Fructuaria zárdába vonult vissza, Anno pedig beszüntette a harcokat Sándor ellen, és új birodalmi gyűlést hívott össze Augsburgban 1062 októberében. Ezen a gyűlésen úgy döntöttek, hogy Anno unokaöccse, Burchard, halberstadti püspök Rómába utazik, és kivizsgálja Sándor megválasztásának körülményeit. A vizsgálat eredményeként 1063-ban hivatalosan is elismerték Sándor uralmát, és kiközösítették Honoriust.
Honoriusz azonban sereget gyűjtött maga köré, és 1064-ben Róma ellen indult. Itt sikerült elfoglalnia az Angyalvárat, és onnan még majdnem egy éven keresztül igyekezett megszerezni Sándor trónját. De idővel rá kellett döbbennie, hogy nincs esélye a győzelemre, így visszavonult Parmába. Az 1064 pünkösdjén tartott mantovai zsinat formálisan is megerősítette Sándor pápaságát, ennek ellenére Honoriusz egész életében fenntartotta a pápaságra vonatkozó igényét.